# للوالا ایهالا
للوالا ایهالا (به لاتین: Lelwala Ihala) یک منطقهٔ مسکونی در سری‌لانکا است که در استان جنوبی (سری‌لانکا) واقع شده‌است.